# Albov Rocks
Albov Rocks är en kulle i Antarktis. Den ligger i Östantarktis. Australien gör anspråk på området. Toppen på Albov Rocks är 20 meter över havet.
Terrängen runt Albov Rocks är platt. Havet är nära Albov Rocks åt nordost. Trakten är obefolkad. Det finns inga samhällen i närheten.